# Gabriela Ceña
Gabriela Ceña (Bahía Blanca, Buenos Aires. 10 de julio de 1987) es una futbolista argentina, su posición en el campo de juego es arquera. Desde 2021 se desempeña en el Club Atlético Lanús de la Primera División de Argentina.

## Inicios
Como muchas futbolistas profesionales y amateurs de las ligas competitivas en Argentina, sus inicios en el futbol están marcados por la informalidad y la falta de “inferiores”. La gran mayoría de las futbolistas han formado y desarrollado sus habilidades y nociones futbolísticas en el potrero de barrio y en partidos con familiares y amigos, hasta quedar excluidas de los espacios de práctica de este deporte al concluir la etapa de niñez.
Nacida en la Ciudad de Bahía Blanca, Provincia de Buenos Aires, transitó sus años como deportista juvenil ligada al Voley en el Club Villa Mitre y luego en el Club Bahiense del Norte, participando de instancias competitivas federadas a nivel municipal, provincial y regional, así como también como amateur en los antes conocidos Juegos Bonaerenses para deportistas y estudiantes nivel secundario, recibiendo en esos años una convocatoria a la preselección juvenil de vóley de la Ciudad de Bahía Blanca.
Con una marcada aptitud hacia el deporte, Ceña practicó también natación y karate antes de encontrarse con espacios formales de práctica de futbol ya en sus años de estudiante universitaria en la Universidad del Salvador (USAL). Cursando su carrera de Licenciatura en Relaciones Internacionales y con residencia en Ciudad Autónoma de Buenos Aires, la arquera se incorporó al equipo de futbol amateur universitario en competencia de fútbol 8 y fútbol 11 para la Liga de la Asociación de Deporte Amateur Universitario). Tras cuatro años de experiencia en Liga ADAU, e instancias de competencia regional como los JUAR y Olimpiadas Universitarias a lo largo del país, en 2015 da el salto a la Asociación de Futbol Argentina (AFA).

## Trayectoria profesional

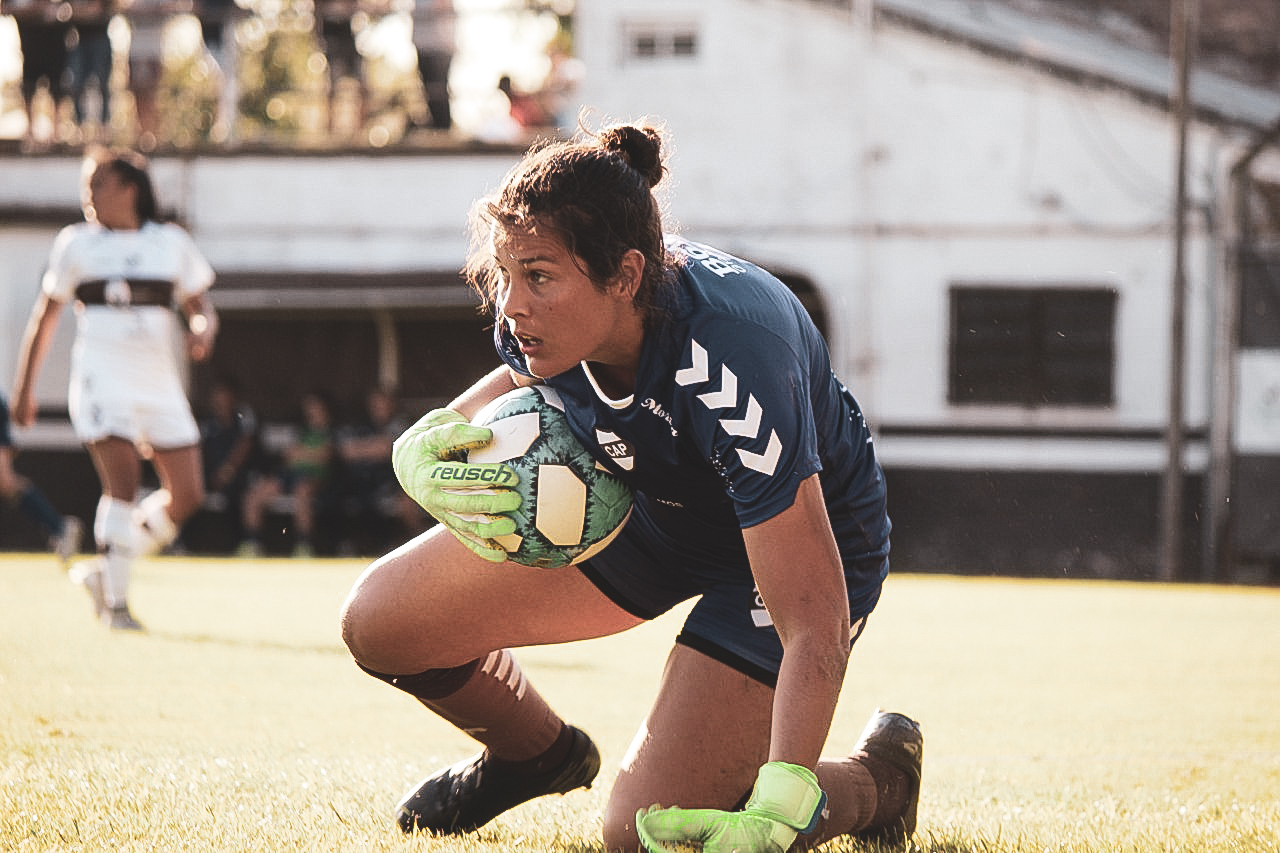
Gabriela Ceña atajando para el Club Atlético Platense

Se incorpora al primer equipo femenino de la institución del bajo Belgrano en el año 2016 con actuaciones que le valieron la titularidad ininterrumpida en todo su paso por el club hasta su desvinculación en el año 2018. En el Club Atlético Excursionistas, fue la etapa cuando adquirió experiencia en el arco.
Entre sus logros en Excursionistas se destacan el subcampeonato obtenido en la temporada 2016-17 de la  Primera División B y el ascenso a Primera A, y el subcampeonato de la Copa de Plata de la Primera División A 2017-18.
La etapa inicial en AFA no fue fácil y estuvo marcada desde lo formativo por muchas carencias relacionadas a la falta de apoyo y difusión que todavía por esos años atravesaba a la disciplina, siendo común encontrarse con delegados, directores técnicos y preparadores físicos informales, y la ausencia de directores técnicos.[cita requerida] Ceña señala la buena voluntad por aquellos años del entrenador de arqueros de la primera categoría masculina del club, Ismael Segura, quien en oportunidades le hizo espacio en los entrenamientos de los arqueros a las arqueras del equipo femenino. Posteriormente, el plantel femenino incorporó a un entrenador de arqueras propio transitando ya en la primera categoría.
Tras una temporada 2018-2019 donde la arquera mantuvo nuevamente la titularidad del arco calamar con un logro de 10 vallas invictas en 22 fechas, la segunda mitad del año 2019 traería una de las transformaciones más importantes en la historia de la disciplina en Argentina: un año después y en el marco del inicio del profesionalismo del fútbol femenino en Argentina, el 27 de julio del 2019 Ceña firmó su primer contrato profesional con Platense junto con ocho integrantes más del plantel.
Antes de 2019 el fútbol femenino era completamente amateur y las jugadoras debían trabajar aparte para sustentarse por sí mismas y pagar los viáticos. Gabriela Ceña, por ese entonces, además de entrenar y jugar para Platense trabajaba en el Ministerio de Relaciones Exteriores de la República Argentina, estudiaba Licenciatura en Relaciones Internacionales y al mismo tiempo realizaba su tesis de grado.
A fines de 2020 Ceña pasa a formar parte del Club Atlético Banfield, llegando como refuerzo para disputar el Torneo Reducido de Ascenso 2020.
En distintas entrevistas que le realizaron a la arquera de Banfield, en varios momentos, no solo habla sobre aspectos del fútbol, sino de la lucha que esta dando las jugadoras en el plano social y dentro fútbol femenino:

«El deporte es una herramienta de transformación social muy poderosa. Yo, particularmente, no hubiese sido la misma persona si no hubiera tenido una formación deportiva»
Gabriela Ceña, entrevista en Solo Fútbol Femenino.

Tras su breve paso por Banfield la guardameta fue anunciada como refuerzo para la temporada 2021 en el Club Atlético Lanús, sellando con la institución su compromiso profesional hasta diciembre de 2021 y su retorno así a la competencia en la primera categoría A del Futbol Femenino.

## Clubes
| Categoría                 | Club                         | País      | Año           |
| ------------------------- | ---------------------------- | --------- | ------------- |
| Primera División Femenina | Club Atlético Excursionistas | Argentina | 2016 - 2018   |
| Primera División Femenina | Club Atlético Platense       | Argentina | 2018 - 2020   |
| Primera División B        | Club Atlético Banfield       | Argentina | 2020 - 2021   |
| Primera División Femenina | Club Atlético Lanús          | Argentina | 2021 - 2021   |
| Primera División B        | Club Atlético Banfield       | Argentina | 2021-presente |